# 미국 국가표준 협회

미국 국가표준 협회 로고

미국 국가표준 협회(American National Standards Institute, ANSI)는 미국에서 제품, 서비스, 과정, 시스템, 인력관리 분야에서 표준을 개발하는 것을 감독하는 비영리 민간 기구로서, 미국을 대표하여 국제 표준화 기구(ISO)에 가입하였다. 이 협회는 미국의 제품이 전세계에서 사용될 수 있도록 미국의 표준을 국제표준에 맞추는 활동도 한다.
이 협회는 다른 표준화 기구나 정부 기관, 소비자 단체, 회사 등이 개발한 표준을 승인하기도 한다. 그럼으로써 용어를 통일하고, 제품의 특성, 성능, 테스트 방법 등에서 일관성을 유지한다.
이 협회는 제품이나 인력의 인증 기구가 국제표준에서 정의된 기준에 부합하는지에 대해 승인하기도 한다.
이 협회가 제정한 표준을 "ANSI"라고 부르기도 하는데, 미국 내 표준이지만, 국제 표준화 기구의 ISO 표준보다 먼저 제정되는 경우도 많으며, ANSI 표준이 ISO 표준이 되기도 한다.

## 역사
1918년 이전에 다음의 5개 학회는 공학 학회 연합(United Engineering Society, UES)을 구성하고 있었다.
- 미국 전기 기술자 협회(American Institute of Electrical Engineers, AIEE) - 지금의 전기 전자 기술자 협회(Institute of Electrical and Electronics Engineers, IEEE)
- 미국 기계 학회(American Society of Mechanical Engineers, ASME)
- 미국 토목 학회(American Society of Civil Engineers, ASCE)
- 미국 광업 학회(American Institute of Mining Engineers, AIME) - 지금의 미국 광업 야금 석유기술 연구소(American Institute of Mining, Metallurgical, and Petroleum Engineers)
- 미국 시험 재료 학회(American Society for Testing and Materials) - 지금의 국제 재료 시험 학회(ASTM International)

이들 5개 학회는 1918년 전쟁부, 해군, 상무부라는 3개 정부기관과 함께 국가표준 기구 설립을 추진했고, 그 결과 미국 공학표준 위원회(American Engineering Standards Committee, AESC)가 발족했다.
이 위원회는 1928년 미국 표준 협회(American Standards Association, ASA)가 되었고, 1931년 국제전기기술위원회(International Electrotechnical Commission, IEC)의 미국 위원회와 제휴를 맺었다.
그 후 명칭과 조직에서 몇번의 변화를 거치는데, 1966년 미합중국 표준 협회(United States of America Standards Institute, USASI)가 되었으며, 1969년에 지금의 미국 국가표준 협회(American National Standards Institute, ANSI)라는 이름으로 바뀌었다.

## 회원
이 협회는 정부 기관, 각종 기구와 회사, 학회, 국제 조직, 개인 등을 회원으로 보유하고 있고, 27만개가 넘는 회사, 3천만명이 넘는 전문가들의 이익을 대변하고 있다.

## 과정
이 협회 자체가 표준을 개발하지는 않지만, 이 협회는 표준을 개발하는 기구들의 절차를 인증함으로써 표준의 개발과 사용을 감독한다. 표준을 개발하는 기구들이 사용하는 절차가 이 협회의 인증을 받기 위해서는 개방성, 균형, 합의, 그리고 적절한 절차라는 요구사항에 부합해야 한다.
이 협회는 어떤 표준이 개발된 환경이 다양한 이해관계자들에게 공평하고, 그들이 접근할 수 있고, 그들의 요구에 부응하고 있다고 판단할 때, 그것을 미국 국가표준(American National Standards, ANS)으로 지정한다. 만약 자발적인 합의로 표준이 되었다면, 그 제품이 소비자 보호를 위한 안전성을 향상시키는 방법이 확인됨으로써 시장이 급속히 받아들인 것이다. 이 협회가 미국 국가표준으로 지정한 것은 대략 9,500개 정도이다.
미국 국가표준으로 지정되는 과정은 다음의 원칙을 준수한다.
- 모든 이해관계 단체의 대표자들에게 개방된 집단이 합의한다.
- 표준 초안에 대해 폭넓은 공개 검토와 지적을 허용한다.
- 그런 지적을 고려하고 그에 대해 응답한다.
- 동일한 합의 요구에 충족하는 변경이 제출되면, 그것을 표준 초안에 통합한다.
- 표준을 개발하는 과정에서 이들 원칙이 존중되지 않았다고 생각하는 참여자는 문제 제기를 할 수 있다.

## 활동
이 협회는 산업계에 소속된 기술자 그룹들과 함께 일하며, 국제 표준화 기구(ISO), 국제전기기술위원회(International Electrotechnical Commission, IEC) 등의 일원이다. 이 협회가 제정한 컴퓨터 관련 표준 중 대표적인 것으로 ASCII 코드가 있다.

## 같이 보기
- 미국 정보 교환 표준 부호 (American Standard Code for Information Interchange, ASCII)
- 국제 표준화 기구(ISO)
- 개방형 표준